# Lancashire hotpot

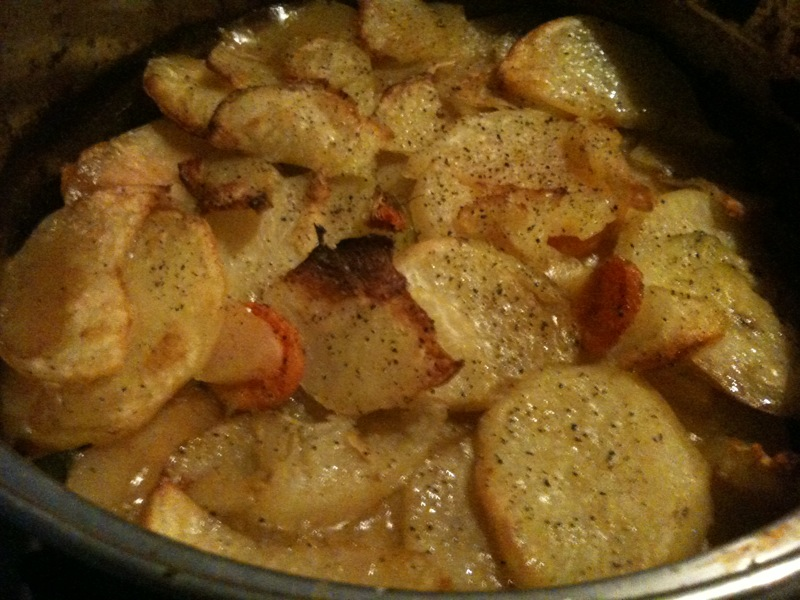
Een Lancashire hotpot

Lancashire hotpot is een streekgerecht uit Lancashire in het noordwesten van Engeland, traditioneel bestaande uit schapenvlees of, in recentere varianten, rund, gebakken onder een laag van aardappelschijfjes. Lancashire hotpot geldt als een traditioneel gerecht in Noord-Engelse pubs (pub grub) en ontstond ten tijde van de groeiende industrialisatie in Noord-Engeland.

## Recepten
Zoals de naam aanduidt, wordt Lancashire hotpot in een stoofpotje bereid. Het traditionele gerecht bestaat uit schapenvlees, dat een hele dag lang in de oven wordt bereid onder een laag tot schijfjes versneden aardappelen, met toevoeging van bieten, uien en eventueel kaas. Oorspronkelijk werden oesters aan het recept toegevoegd, maar mettertijd werden die steeds duurder, zodat ze achterwege gelaten werden. Aangezien het gerecht een algehele dag in de oven moet, wordt er gewoonlijk bouillon op gegoten, ter voorkoming van uitdroging. Er kunnen ook rapen, wortelen en prei toegevoegd worden. Het geheel kan naar believen gekruid worden.
Volgens supermarktketen Tesco was Lancashire hotpot anno 2008 een van de sterkst bedreigde recepten in de Britse keuken.